# Le Môme
Pour plus de détails, voir Fiche technique et Distribution.
Le Môme est un film français d'Alain Corneau sorti en 1986.

## Synopsis
Policier marginal hanté par son passé, Willie arrête deux trafiquants de drogue en compagnie de Jo, une mystérieuse et belle métisse. Aussitôt libérée, Jo rejoint les frères Charkis et Darmines, des gros bonnets que Willie se met à surveiller. Mis à pied par ses supérieurs à cause de ses méthodes expéditives, Willie poursuit son enquête et croise plusieurs fois la route de Jo. Ils entament une histoire d’amour passionnée, poursuivis par Darmines, sur les activités duquel la jeune femme possède des informations compromettantes

## Fiche technique
- Réalisation : Alain Corneau, assisté de Frédéric Blum
- Scénario : Alain Corneau, Christian Clavier
- Production : Jean-José Richer
- Pays d'origine :  France
- Format : Couleurs - 35 mm
- Genre : drame
- Durée : 99 minutes
- Date de sortie :  1986

## Distribution
- Richard Anconina : Willie
- Ambre : Jo
- Michel Duchaussoy : Darmines
- Yan Epstein : Michel Charki
- Thierry de Carbonnières : Jean-Pierre Charki
- Georges Montillier : Rene
- Marc Brunet : Roger
- Jean-Claude Adelin : Battista
- Patrick Pérez : Carli
- Frédéric Wizmane : Willie enfant
- Kamel Cherif : le Tunisien
- Dominique Bernard : père de Willie
- Fred Romano : Copine tunisien